# Lucile Viaud
Pour les articles homonymes, voir Viaud.
Lucile Viaud est une designer française, née en Lorraine et travaillant à Evran dans les Côtes-d'Armor. Spécialiste du verre, elle conçoit des textiles, des objets et des meubles vernaculaires avec une perspective écologique, notamment à travers l'upcycling de déchets.

## Biographie
Lucile Viaud naît en Lorraine, en France, vers 1994,,.
Elle est diplômée en design d'objet de l'École Boulle en 2015. 
En 2016, en résidence aux Ateliers de Paris, elle rencontre la designer textile Aurélia Leblanc : ensemble, elles mettent au point des fils de fibre de verre, qui sont composés de tissu et de verre, puis sont tissés à la main,. Le résultat, appelé Pêche cristalline, rejoint le restaurant du chef Nicolas Conraux et reçoit le prix Liliane-Bettencourt pour l'intelligence de la main .
En 2017, elle s'intègre à l'équipe Verres & Céramiques de l'Institut des sciences chimiques de Rennes pour y réaliser des travaux de recherche. En 2018, elle reçoit une bourse de la fondation Sophie Rochas.
Elle utilise des éléments locaux pour créer son verre, à commencer par le sable, mais elle inclut aussi des éléments comme des algues et des coquilles. Ces éléments permettent de colorer le verre sans utiliser de produits chimiques et de valoriser ce qui serait sinon considéré comme des déchets.
Elle réalise des collections d'objets pour la maison et de la vaisselle, et travaille avec des chefs cuisiniers comme Hugo Roellinger, Virginie Giboire et Jérôme Banctel, ainsi que le joaillier Cartier. Son verre marin Glaz inclut des microalgues et des coquilles d'huîtres et d'ormeaux tandis que son verre des îles du Ponant inclut du sable d’excavation, des filtres de plongée et des cendres de fumaison de poisson.
Elle occupe un atelier à Evran dans les Côtes-d'Armor.

## Prix et reconnaissance
- 2018 : label de l'Observeur du design pour sa collection en verre marin Glaz[3]
- 2023 : Prix Liliane-Bettencourt pour l'intelligence de la main[4]